# Lucinida
Die Lucinida sind eine Ordnung der Muscheln (Bivalvia). Die Vertreter der Ordnung sind dadurch charakterisiert, dass sie meist in Symbiose mit chemoautotrophen Bakterien leben. Die ältesten Vertreter der Lucinida kommen in ordovizischen Schichten vor (Babinka und Coxiconcha).

## Merkmale
Die kleinen bis sehr großen, gleichklappigen Gehäuse sind im Umriss rundlich, eiförmig, elliptisch bis gerundet-dreieckig. Sie sind meist nur leicht ungleichseitig. Die Wirbel sind meist klein, spitz zulaufend und ortho- oder prosogyr eingewölbt.
Das Ligament liegt extern hinter den Wirbel auf eingesenkten Nymphen. Das Schloss besteht ursprünglich aus je zwei Kardinalzähnen in beiden Klappen. In der linken Klappe sind je zwei vordere und hintere Lateralzähne übereinander vorhanden, in der rechten Klappe ist je ein vorderer und hinterer Lateralzahn entwickelt. In vielen Arten sind die Schlosszähne jedoch unterschiedlich stark bis völlig reduziert. Die beiden Schließmuskel sind mehr oder weniger deutlich ungleich groß. Der vordere Schließmuskel ist häufig mehr oder weniger stark verlängert und schmal; er löst sich winklig von der Mantellinie ab. Die Mantellinie ist vollständig, nicht eingebuchtet, oft breit und etwas modifiziert.
Die Schale ist aragonitisch. De äußere Lage ist kombiniert prismatisch, die mittlere Lage besteht aus Kreuzlamellen, und die innere Lage ist komplex-kreuzlamellar. Die Oberfläche zeigt meist eine randparallele Ornamentierung bestehend aus feinen bis groben Anwachsstreifen, Rippen und Lamellen. Es gibt auch fast glatte Formen, und Arten mit divarikaten Mustern. In einigen Formen verlaufen mehr oder weniger deutliche Kiele von den Wirbeln zum vorderen oder hinteren Ende des Ventralrandes.

## Geographische Verbreitung, Lebensraum und Lebensweise
Die Ordnung ist weltweit verbreitet. Die meisten Arten kommen jedoch in tropischen, subtropischen  oder warm-gemäßigten Meeren vor. Sie leben fast ausschließlich in Lebensräumen mit hoher Zufuhr an organischen Material wie zum Beispiel Seegraswiesen und Mangroven, oder auch an Cold Seeps, in denen Kohlenwasserstoffe an die Sedimentoberfläche dringen. Seegraswiesen fangen organischen Detritus ein. Das Sediment hat höhere Raten an Sulphidreduktion und Sulphidrückhaltevermögen als die umgebenden nicht bewachsenen Sedimente. Auch Mangrovenwälder sind ein Flachwasserökosystem mit sehr hohen Zufuhr an organischen Stoffen. Die meisten Arten der Lucinidae leben daher in Wassertiefen von weniger als 100 m. Allerdings gibt es an Kohlenwasserstoffaustritten an die Sedimentoberfläche auch in tieferen Meeresbereichen ähnliche Bedingungen. Neuere Untersuchungen ergaben daher eine erstaunlich hohe Diversität dieser Gruppe auch in größeren, bathyalen Meerestiefen.
Die Tiere leben meist mäßig tief eingegraben, mehr oder weniger senkrecht ausgerichtet, mit dem Hinterende nach unten im Sediment. Soweit bekannt leben die meisten Formen mit symbiontischen Bakterien in oder auf den Kiemen. In der Überfamilie Lucinoidea scheint die Symbiose obligatorisch zu sein. In der Überfamilie Thyasiroidea kommen auch Arten ohne symbiotische Bakterien vor. In der Familie Lucinidae sind bisher nur Gammaproteobacteria als Symbionten nachgewiesen.

## Taxonomie
Das Taxon wurde von John Edward Gray 1854 aufgestellt. Der Ordnung Lucinida werden derzeit drei Überfamilien zugeordnet:
- Ordnung Lucinida Gray, 1854
  - Überfamilie Babinkoidea Horný, 1960
  - Überfamilie Lucinoidea Fleming, 1828
    - Mondmuscheln (Lucinidae J. Fleming, 1828)
    - †Mactromyidae Cox, 1929
    - †Paracyclidae Johnston, 1993

  - Überfamilie Thyasiroidea Dall, 1900
    - Thyasiridae Dall, 1900

Lidiya Aleksandrovna Nevesskaja schlägt dagegen ein wesentlich weiter gefasstes Konzept der Lucinida vor mit den Überfamilien Megalodontoidea, Astartoidea, Mactromyoidea, Lucinoidea, Crassatelloidea, Hiatelloidea, Pseudocardinioidea, Donacoidea, Pisisioidea, Cyamoidea, Kellioidea, Leptonoidea und Galeommatoidea. Die MolluscaBase folgt dieser weiten Fassung der Ordnung Lucinida jedoch nicht.

## Belege